# Championnat du Yémen de football 2002-2003
Navigation
Saison suivante
La saison 2002-2003 du Championnat du Yémen de football est la onzième édition de la première division au Yémen. Douze formations sont rassemblées au sein d'une poule unique et s'affrontent deux fois au cours de la saison,à domicile et à l'extérieur. Les deux derniers sont relégués en Division 1, la deuxième division yéménite.
C’est Al-Sha'ab Ibb qui remporte la compétition cette saison après avoir terminé en tête du classement final, avec trois points d'avance sur Al-Tilal Aden et dix sur Al Hilal Hudaydah. Il s’agit du tout premier titre de champion du Yémen de l’histoire du club, qui réalise même le doublé en s'imposant en finale de la Coupe du Yémen face à Al Sha'ab Hadramaut.

## Les clubs participants
| - Al-Sha'ab Ibb - Al-Ahli Hudaydah - Promu de D2 - Al-Wehda Sana'a - Al-Tilal Aden - May 22 Sana'a - Promu de D2 - Al Hilal Hudaydah | - Al Sha'ab Sana'a - Al Sha'ab Hadramaut - Shabab Al-Jeel Hudaydah - Hassan Abyan - Al Saqr Ta'izz - Al Ahli Sanaa |

## Compétition
Le barème de points servant à établir le classement se décompose ainsi :
- Victoire : 3 points
- Match nul : 1 point
- Défaite : 0 point

### Classement
| Rang | Équipe                 | Pts | J  | G  | N  | P  | Bp | Bc | Diff |
| ---- | ---------------------- | --- | -- | -- | -- | -- | -- | -- | ---- |
| 1    | Al-Sha'ab IbbC         | 46  | 22 | 14 | 4  | 4  | 37 | 15 | +22  |
| 2    | Al-Tilal Aden          | 43  | 22 | 13 | 4  | 5  | 36 | 20 | +16  |
| 3    | Al Hilal Hudaydah      | 36  | 22 | 9  | 9  | 4  | 22 | 19 | +3   |
| 4    | Al Sha'ab Hadramaut    | 32  | 22 | 8  | 8  | 6  | 25 | 23 | +2   |
| 5    | Al Ahli Sanaa          | 29  | 22 | 7  | 8  | 7  | 22 | 20 | +2   |
| 6    | Al Wehda Club SanaaT   | 27  | 22 | 7  | 6  | 9  | 34 | 29 | +5   |
| 7    | Al Saqr Ta'izz         | 26  | 22 | 7  | 5  | 10 | 22 | 25 | -3   |
| 8    | Hassan Abyan           | 25  | 22 | 6  | 7  | 9  | 25 | 29 | -4   |
| 9    | May 22 SanaP           | 25  | 22 | 5  | 10 | 7  | 24 | 28 | -4   |
| 10   | Al-Ahli HudaydaP       | 24  | 22 | 5  | 9  | 8  | 22 | 29 | -7   |
| 11   | Al Sha'ab Sana'a       | 23  | 22 | 5  | 8  | 9  | 23 | 28 | -5   |
| 12   | Shabab Al-Jeel Hudayda | 19  | 22 | 5  | 4  | 13 | 22 | 49 | -27  |

|  | Qualification pour la Coupe de l'AFC 2004                                      |
|  | Relégation directe en Division 1                                               |
|  | T : Tenant du titre C : Vainqueur de la Coupe du Yémen P : Promu de Division 1 |

## Bilan de la saison
| Championnat du Yémen de football 2002-2003 |                           |
| Champion                                   | Al-Sha'ab Ibb (1er titre) |
| Coupes et trophées                         |                           |
| Vainqueur de la Coupe du Yémen 2002-2003   | Al-Sha'ab Ibb             |
| Qualifications continentales               |                           |
| Coupe de l'AFC 2004                        | Al-Sha'ab Ibb             |
| Promotions et relégations                  |                           |
| Promus en Yemeni League                    | Al Yarmuk al-Rawda        |
| Promus en Yemeni League                    | Shabab Al Baydaa (ar)     |
| Relégués en Division 1                     | Al Sha'ab Sana'a          |
| Relégués en Division 1                     | Shabab Al-Jeel Hudaydah   |